# Madame Sin
Madame Sin és una pel·lícula britànica dirigida per David Greene, estrenada el 1972. Ha estat doblada al català.

## Argument
Madame Sin és una dona poderosa, plena de misteri, a qui pertany un imperi financer i que ha comès els crims més grans de la història. És un ésser malèfic, diabòlic i brillant.... Rere els murs d'un vell castell escocès, protagonitza un món de negocis tèrbols, avenços científics futuristes i armament. Està conspirant per robar l'últim submarí secret americà i vendre'l per milions de dòlars a un grup de revolucionaris, la qual cosa posa en perill el planeta. Necessita l'ajuda de l'exagent de la CIA Anthony Lawrence i el segresta a la seva illa privada.

## Repartiment
- Bette Davis: Madame Sin
- Robert Wagner: Anthony Lawrence
- Denholm Elliott: Malcolm De Vere
- Gordon Jackson: Comandant Cavendish
- Dudley Sutton: Moine
- Catherine Schell: Barbara
- Pik-Sen Lim: Nikko
- Paul Maxwell: Connors
- David Healy: Braden
- Alan Dobie: White